# Der Sprung ins Leben
Der Sprung ins Leben ist ein deutscher Stummfilm aus dem Jahre 1923 von Johannes Guter mit Xenia Desni, Walter Rilla und Paul Heidemann in den Hauptrollen. Marlene Dietrich ist hier in einer ihrer frühen Rollen zu sehen.

## Handlung
Idea arbeitet als junge Artistin in einem kleinen Wanderzirkus. Als die Truppe in einem Badeort haltmacht, beobachtet Idea Angehörige der so genannten „besseren Gesellschaft“. Sehnsuchtsvoll schweift ihr Blick dorthin und sie haucht den Satz „Ach, wäre ich nur ein junges Mädchen der guten Gesellschaft und kein Zirkusmädel“ heraus. Diese Worte werden von dem etwas weltfremden Idealisten und bourgeoisen Wissenschaftler Dr. Rudolf Borris aufgeschnappt, der mit seinem Gutmenschentum schon einmal auf die Nase fiel, als er einem Landstreicher helfen wollte, der ihn daraufhin hinterrücks bestahl. Borris hat nichts aus seinem Fehlschlag gelernt und will nun – als eine Art Professor Higgins – dem Mädchen helfen, um aus ihr in der ersehnten „besseren Gesellschaft“ eine richtige Dame zu machen. Idea lässt sich auf dieses verlockend klingende Angebot ein und kommt daraufhin in die Obhut von Rudolfs gestrenger Tante Sophie. Dies bedeutet für Idea zugleich der Abschied von ihrem Zirkuspartner Frank, der sie schon seit geraumer Zeit liebt.
Für Idea ist zu Beginn alles, die Umerziehung und all die neuen Dinge, die sie erlernt, ungemein spannend und lehrreich, doch bald rührt sich in ihr das Zirkusblut, ruft ihre Seele nach der Manege und ersehnt den Applaus des Publikums. Eines Tages sieht das Mädchen Frank wieder, und nun ist ihr klar, dass sie ihn ebenso liebt wie er sie. Idea macht Borris klar, dass sie ihm dankbar ist aber dennoch in ihre ureigene Welt zurück will. Hier, so meint sie, sei alles wie ein rosenbehangenes Gefängnis, ein goldener Käfig. Borris glaubt, dass Ideas Wunsch nur vorübergehender Natur ist, und er begibt sich mit ihr auf Reisen. Die gesellschaftliche Steifheit derjenigen Leute, die Idea einst so bewundert hatte, wird ihr mehr und mehr zur Last, und auch die Spießigkeit ihres Gönners Borris stößt sie immer stärker ab. Eines Tages hält das Zirkusmädchen es nicht mehr länger aus und entflieht im Hochgebirge ihrem Begleiter. Borris läuft ihr nach, stürzt und verunglückt. Idea sieht sich nun in der Pflicht, sich um ihren verletzten Wohltäter zu kümmern. Eine Zeitlang ist der Zirkus vergessen. Doch das Blut der fahrenden Leute in ihr kocht weiterhin, die Sehnsucht nach der Zirkusluft wird bald immer stärker. Und so gibt sie schweren Herzens nach, als Frank, dem gerade seine Manegenpartnerin davongelaufen ist, sie bittet, wenigstens für einen Abend noch mal mit ihm aufzutreten.
Ideas Part in Franks bewährter Artistennummer ist derselbe wie früher: Frank hat eine Stange auf seine Stirn gelegt, obendrauf rotiert eine Kugel und auf der Kugel balanciert Idea. Die als Wanderzirkusnummer konzipierte Einlage ist hier lediglich größer und sensationeller aufgemacht und wird in einem Raubtierzwinger präsentiert. Der noch immer nicht vollständig genesene Borris, der nach seiner entfleuchten Idea gesucht und im Zirkus Platz genommen hat und sie dort entdeckt, nimmt voller Anspannung an der Vorstellung teil. Idea ist schon recht lang aus dem Geschäft und wirkt daher ziemlich nervös. Ein Jahr lang hat sie nicht mehr geübt, und als Borris sie sieht und ihre Unsicherheit erkennt, ruft er aus Verzweiflung ihren Namen laut aus. Für einen Moment verliert Idea ihre Konzentration und stürzt in die Tiefe inmitten der wilden Raubtiere. Im letzten Augenblick gelingt es Frank, seine Partnerin zu retten. Dr. Borris, fertig mit den Nerven, nimmt aus diesem Vorfall eine Erkenntnis mit. Seine Liebste ist ein Zirkuskind, und er hat nicht das Recht, sie ihrer eigenen Muttererde zu entreißen und in seinem ihr vollkommen fremdes Leben neu einzupflanzen. Borris gibt Idea frei, und sie kehrt in ihre Welt den Zirkus, zurück.

## Produktionsnotizen
Die Dreharbeiten fanden überwiegend im August 1923 im Berliner Jofa-Atelier statt. Die Außenaufnahmen entstanden auf Rügen. Die Uraufführung war am 4. Februar 1924 in Berlins Tauentzienpalast.
Rudi Feld entwarf die Filmbauten. Für Leonhard Haskel war dies die letzte Filmrolle, er starb noch im Jahr vor der Uraufführung.

## Kritiken
„Äußerst kultiviert ist Dr. Johannes Guters Regie. Welche Gelegenheit hätte dieser Stoff einem auf krasse Publikumswirkung ausgehenden Regisseur geboten, in breiten Rührszenen zu schwelgen. Diese Regie weiß das Sentiment so diskret abzudämpfen, daß selbst ästhetisch empfindliche Zuschauernerven die Sentimentalität als besonderen Farbton im Gemälde angenehm empfinden. Und sehr geschickt werden die Menschen, soweit es die Handlungsgrundlage gestattet, mit ihrem Milieu verwoben, wachsen gleichsam aus der Umwelt empor. Auf eine gewisse kammermusikalische Intimität ist das Zusammenspiel gestellt. Xenia Desni gibt in der Hauptrolle die äußere Illusion. (…) Man glaubt ihr eher die Sehnsucht nach der Gesellschaft als das jäh aufflammende Verlangen nach der Rückkehr ins Land der Freiheit. Ihr Mienenspiel bedarf noch der reicheren Durchbildung. (…) Ihrem Zirkuspartner gibt Walter Rilla eine sympathische Verhaltenheit, die sich manchmal unmittelbar überträgt als bewegte Aktion. Mit der Gestalt des Professors findet sich Paul Heidemann mit angenehm berührender Zurückhaltung ab. Schauspielerisch den stärksten Eindruck aber hinterläßt Frida Richard. (…) Recht charakteristisch sind Rudi Felds Bauten. In diesen Bürgerstuben können diese Menschen hausen. Auf künstlerischer Höhe steht, wie immer, Fritz Arno Wagners Photographie.“
„Ein Zirkusfilm und doch nicht eigentlich ein Zirkusfilm. Es sind zwar Geschehnisse innerhalb eines Wanderzirkusses, aber im wesentlichen sind die Handlungspole doch so stark menschlich gestellt, daß der Zirkushintergrund wirklich nur ein Hintergrund bleibt und der Fluß des menschlichen Geschehens stark im Vordergrund steht. Dr. Guter hat in seiner Regie stets die Publikumswirkung im Auge gehabt, aber doch durch wesentlich nette Regieeinfälle, wie durch die Beobachtung der Zirkuswirkung, durch Großaufnahmen von Zuschauertypen, starke Unterstreichungen gemacht und durch eine geschickte und kultivierte Regie auch ein höheres künstlerisches Niveau erreicht. Xenia Desni ist als Zirkuskind von erfrischender Wirkung, so daß es nur allzu verständlich erscheint, wenn ihretwegen Paul Heidemann als Professor sich aus der Bahn geworfen sieht. Walter Rilla ist Zirkuspartner von ihr und hält sich sehr stark zurück, um gerade hierdurch zu wirken. Eine Sonderleistung bot, wie schon so häufig, Frida Richard in einer kleineren Rolle. Photographisch ist der Film ausgezeichnet. Fritz Arno Wagner hat bewiesen, daß das Vertrauen, das man nach seinen beiden großen Filmen in ihn gesetzt hat, von ihm nicht enttäuscht wird.“
„Das Manuskript von Franz Schulz ist also nicht gerade übertrieben originell und auch sonst schwächer, als man es von diesem Autor gewöhnt ist. Vieles ist in Titeln (nicht immer guten) gesagt, was sich hätte bildhaft gestalten lassen. Der Regisseur Johannes Guter, dem so manche hübsche Szene und Bildwirkung gelang, hat es nicht vermocht, die starken filmmäßigen Möglichkeiten des Zirkusmilieus genügend auszunützen, das nie zum Träger der Handlung wird, sondern immer Zufallsdekoration bleibt. – Xenia Desni in der Hauptrolle sah, wie immer, gut aus und zeigte tüchtige schauspielerische Routine; doch fehlt dieser Künstlerin jene innere Wärme, die eine jede Rolle zum Erlebnis machen kann und die Herzen der Zuschauer gewinnt. – Heidemann spielte den Professor mit gutem Gelingen. Walter Rilla (in der Rolle des Zirkuspartners) hat nicht nur einen interessanten Kopf, sondern kann auch spielen.“
„‚Der Roman eines Zirkuskindes‘ wurde im Tauentzienpalast ein starker Publikumserfolg. Weil eben das Zirkusmilieu im Film nie seine Wirksamkeit verliert. (…) Dieser neue Zirkusfilm, stofflich ohne neuen Einfall, interessiert nur durch manche Einzelheit der Aufführung; sein Wert besteht hauptsächlich in der Behandlung des Episodischen (Lydia Potechina, Haskel, Brausewetter, und allen voran, Frida Richard.) Xenia Desni, das Zirkusmädel mit der ewigen Sehnsucht nach der Manege, ist von bezwingender Anmut, ihr Talent weist sie aber mehr zum Lustspiel. Warum überhaupt hat ihr der sonst so geschmackvolle Franz Schulz nicht eine Zirkuskomödie geschrieben mit möglichst parodistischem Einschlag? Er gelangt über winzige Ansätze dazu nicht hinaus und rettet sich durch die übliche tragische Wendung. Gerade in diesen Partien wirkt Paul Heidemann am stärksten; sonst nur tänzelnder Spaßmacher, hier wertvoller Charakterdarsteller.“